# Löttorp
Löttorp är en tätort i Borgholms kommun i Kalmar län.
Löttorp ligger i Högby socken på norra Öland och är Borgholms kommuns tredje största tätort, efter Borgholm-Köpingsvik, och den enda tätorten på nordligaste Öland.

## Namn och historia
Ortnamnet består av leden löt (besläktat med luta) som betyder 'betesmark', ursprungligen 'sluttning', och ordet torp. Namnet omnämns 1535 som Löthetorp. Orten växte under 1900-talets början upp till ett stationssamhälle längs med den smalspåriga järnvägen Borgholm-Böda Järnväg, vilken senare blev del av Ölands Järnvägar. Löttorp kom med tiden att fungera som centrum för nordligaste Öland och blev den plats vartill affärs- och samhällsservice koncentrerades. Orten har idag vuxit ihop med Högby, kyrkbyn i Högby socken med Ölands största kyrka, Högby kyrka. Löttorp var fram till och med kommunreformen 1971 största ort i Ölands-Åkerbo landskommun och mellan 1971 och 1974 centralort i Ölands-Åkerbo kommun.

## Befolkningsutveckling
Borgholm kommun som har år 2020 Sveriges högsta medelålder. Medelåldern för kvinnor år 2020 är 52,4 år och för män 51,1. Orsaken till detta är att många s.k. sommar-ölänningar flyttar till sina sommarhus efter pensionen. 
| Befolkningsutvecklingen i Löttorp 1960–2020                                                    | Befolkningsutvecklingen i Löttorp 1960–2020 | Befolkningsutvecklingen i Löttorp 1960–2020 | Befolkningsutvecklingen i Löttorp 1960–2020 | Befolkningsutvecklingen i Löttorp 1960–2020 |
| ---------------------------------------------------------------------------------------------- | ------------------------------------------- | ------------------------------------------- | ------------------------------------------- | ------------------------------------------- |
|                                                                                                |                                             |                                             |                                             |                                             |
| År                                                                                             |                                             |                                             | Folkmängd                                   | Areal (ha)                                  |
| 1960                                                                                           | 1960                                        |                                             | 218                                         |                                             |
| 1965                                                                                           | 1965                                        |                                             | 237                                         |                                             |
| 1970                                                                                           | 1970                                        |                                             | 378                                         |                                             |
| 1975                                                                                           | 1975                                        |                                             | 443                                         |                                             |
| 1980                                                                                           | 1980                                        |                                             | 494                                         |                                             |
| 1990                                                                                           | 1990                                        |                                             | 478                                         | 125                                         |
| 1995                                                                                           | 1995                                        |                                             | 491                                         | 126                                         |
| 2000                                                                                           | 2000                                        |                                             | 472                                         | 127                                         |
| 2005                                                                                           | 2005                                        |                                             | 455                                         | 128                                         |
| 2010                                                                                           | 2010                                        |                                             | 438                                         | 128                                         |
| 2015                                                                                           | 2015                                        |                                             | 562                                         | 394                                         |
| 2020                                                                                           | 2020                                        |                                             | 576                                         | 439                                         |
| Anm.: från 2015 sträcker sig tätorten norrut och omfattar då även den tidigare småorten Sandby |                                             |                                             |                                             |                                             |

## Samhället
Affärslivet lever till stora delar på sommarturismen men bedrivs till stora delar året om. Här finns matbutik, ombud för apotek och systembolag, restauranger, konditori, heminredningsbutik, hotell, badhus, gym, elbutik, second handaffärer, husläkare m.fl. Orten har även en del småindustri.  Löttorp har en skola med klasser från förskola till högstadium, skolans uppsamlingsområde omfattar stora delar av nordligaste Öland. I anslutning till skolan ligger biblioteket och Åkerbobadet. Många fast boende arbetspendlar till Borgholm och Kalmar.
I Löttorp med omnejd ligger många campingplatser såsom Löttorps camping, Sandby camping samt det femtalet campingplatser som ligger utmed Bödabukten, där Böda sand är den största. Utanför Löttorp ligger även miniatyrparken Lådbilslandet.

## Bildgalleri

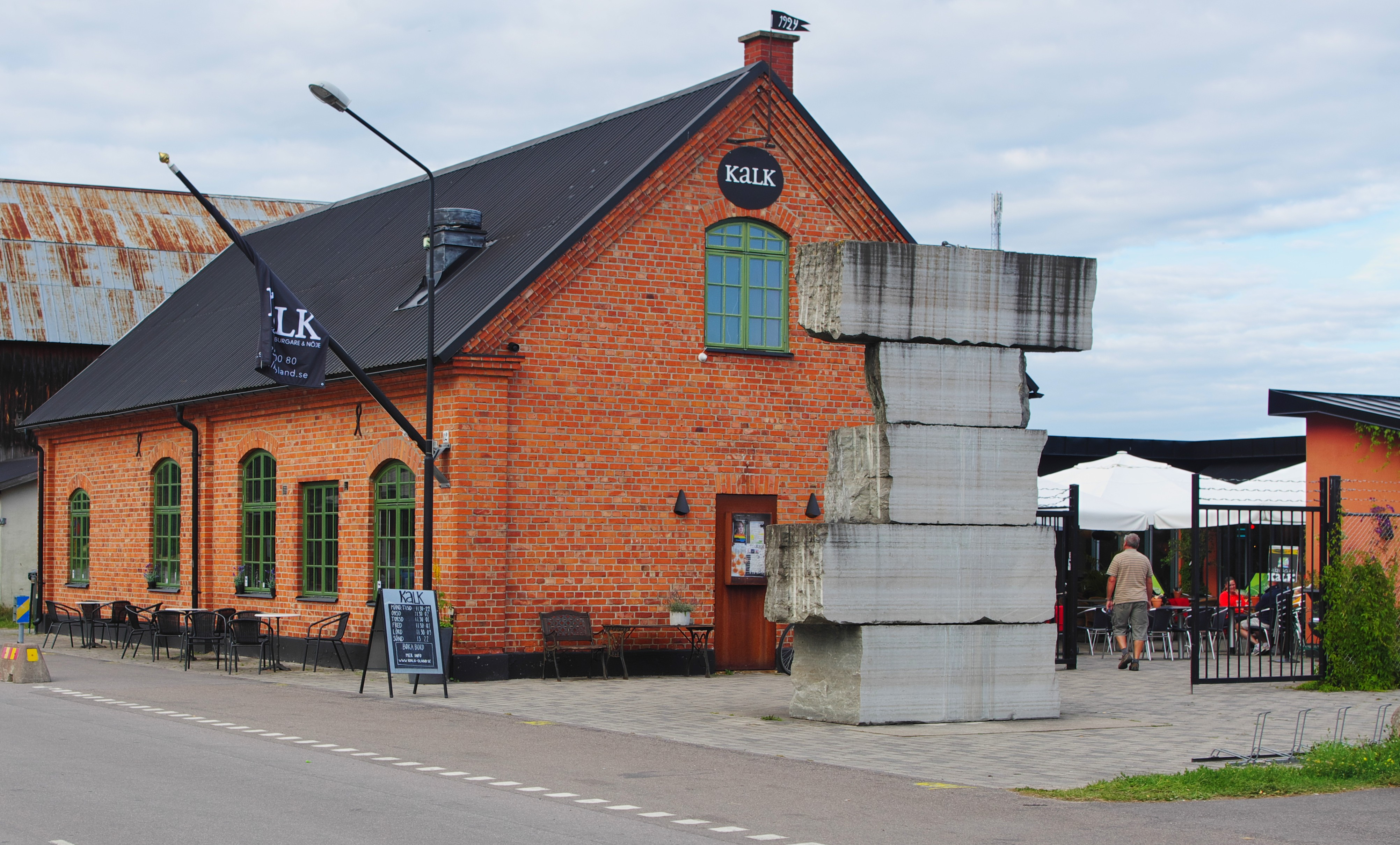
Restaurangen Kalk.
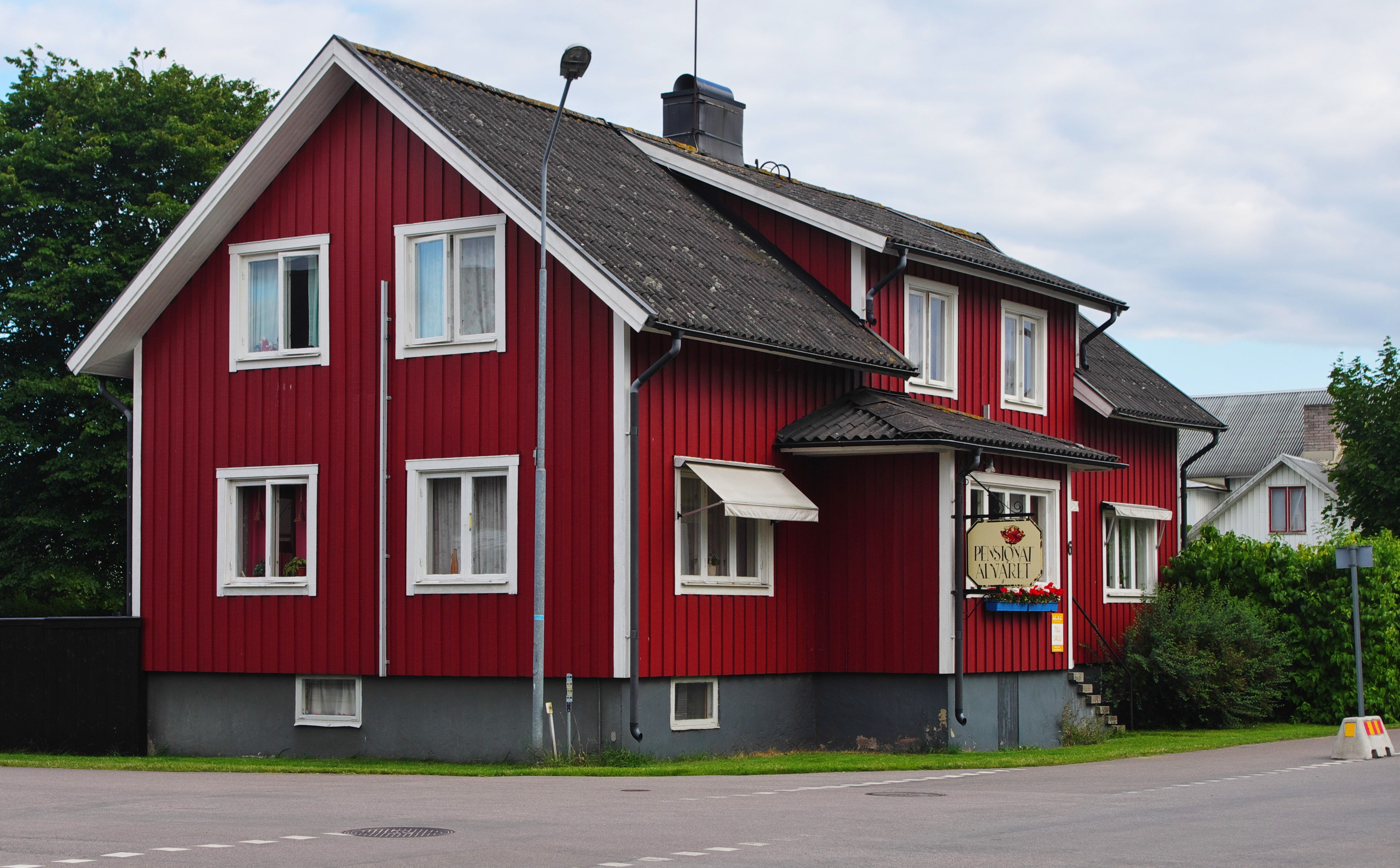
Alvaret Hotel & Hostel.
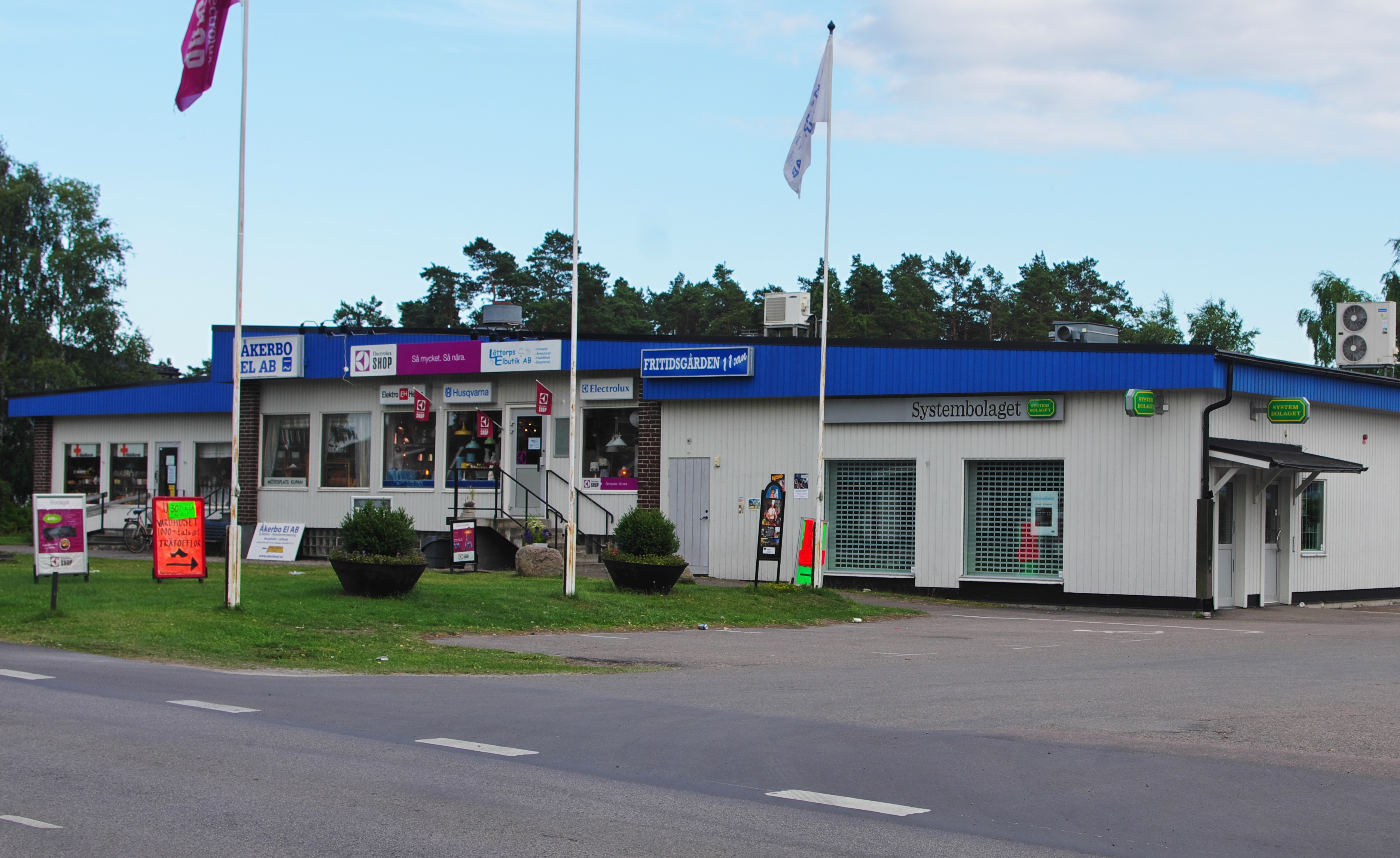
Butikslänga med röda korsets Kupan, elaffär och systembolaget.